# 圣鲍拉日
圣鲍拉日（匈牙利語：Szentbalázs）是匈牙利绍莫吉州所辖的一个村。总面积12.14平方公里，总人口316，人口密度26.0人/平方公里（2011年1月1日）。